# Panoptikon (fängelse)

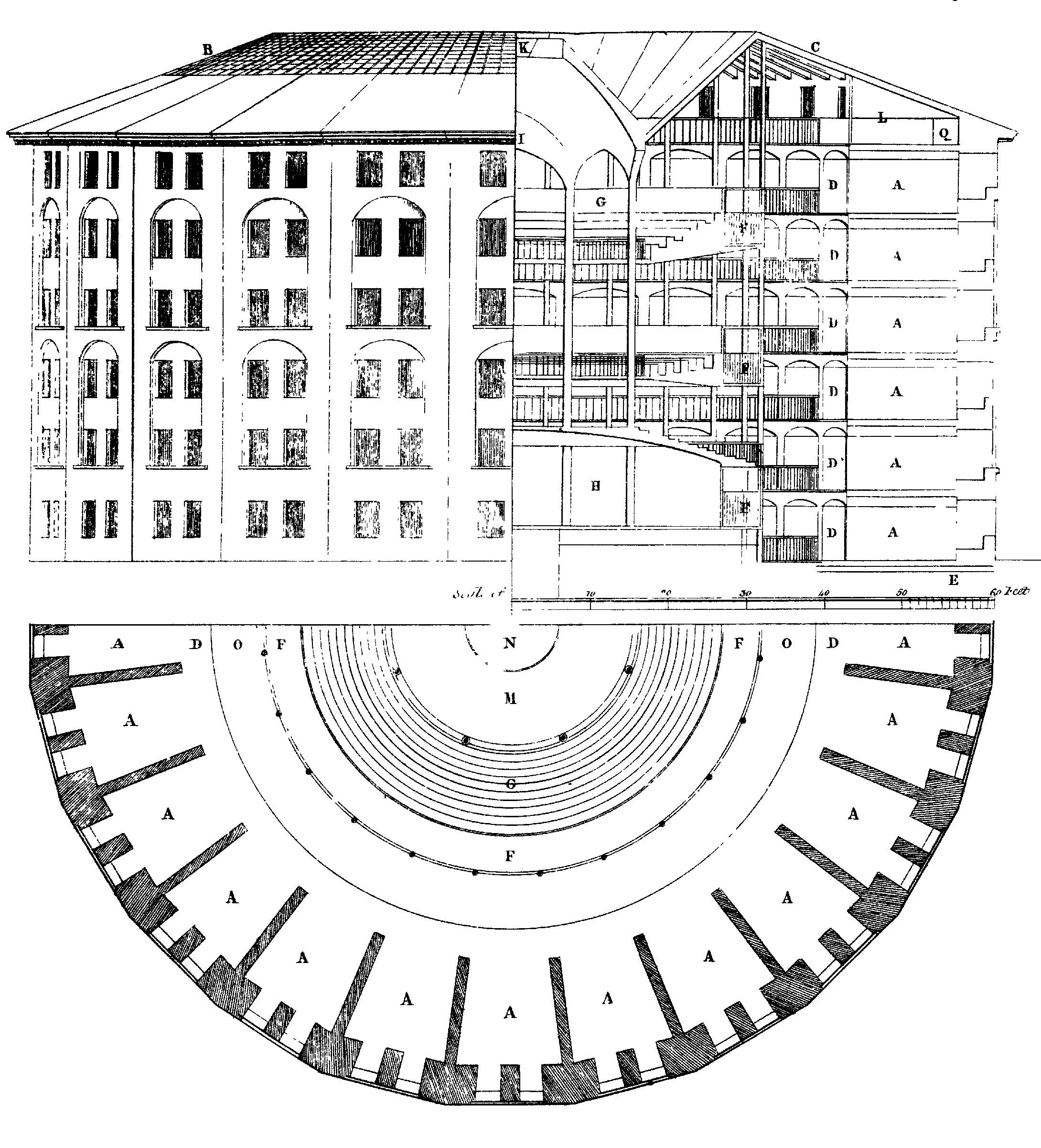
Panoptikon, planskiss av Jeremy Bentham, 1791.

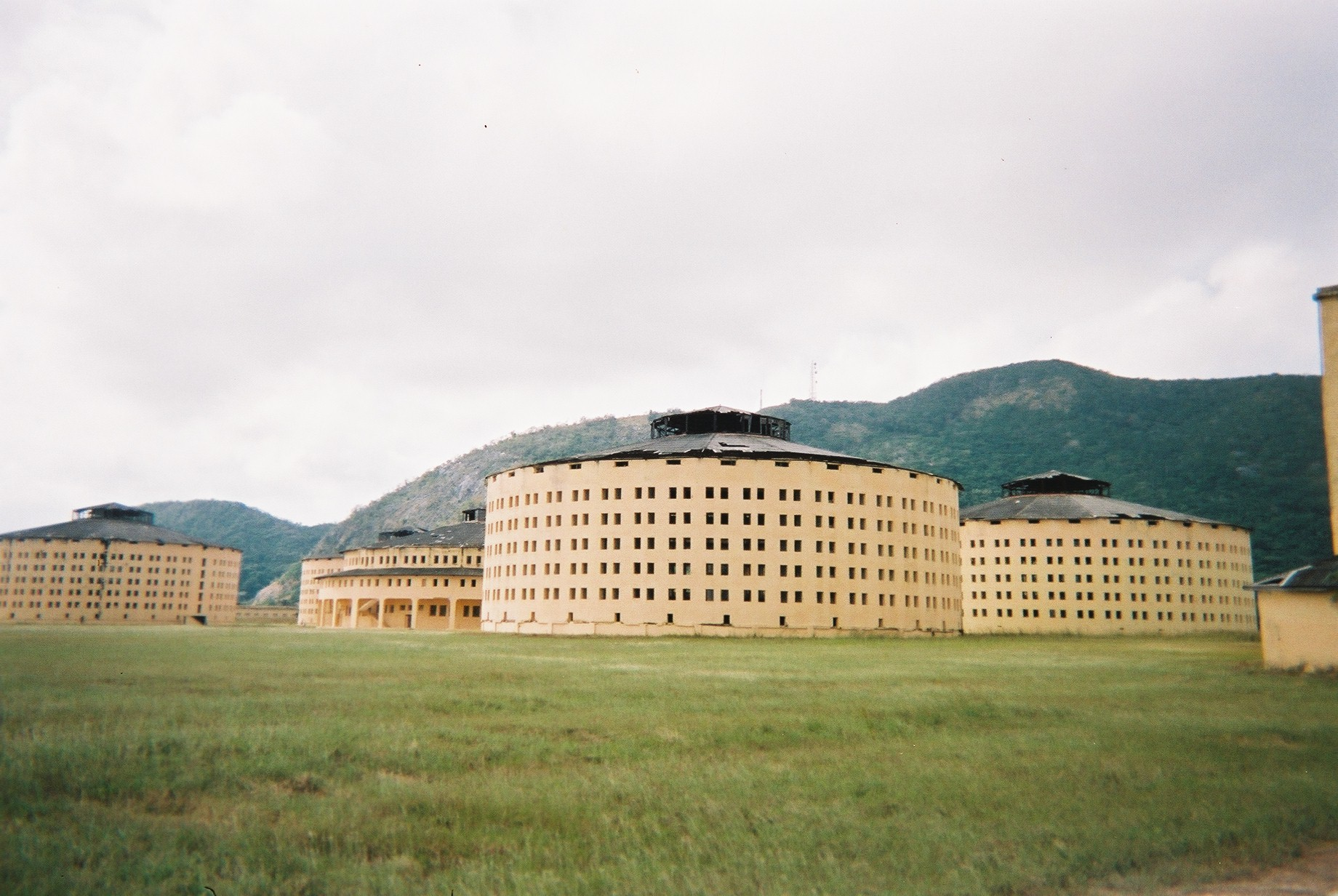
Fängelset Presidio Modelo på Kuba.

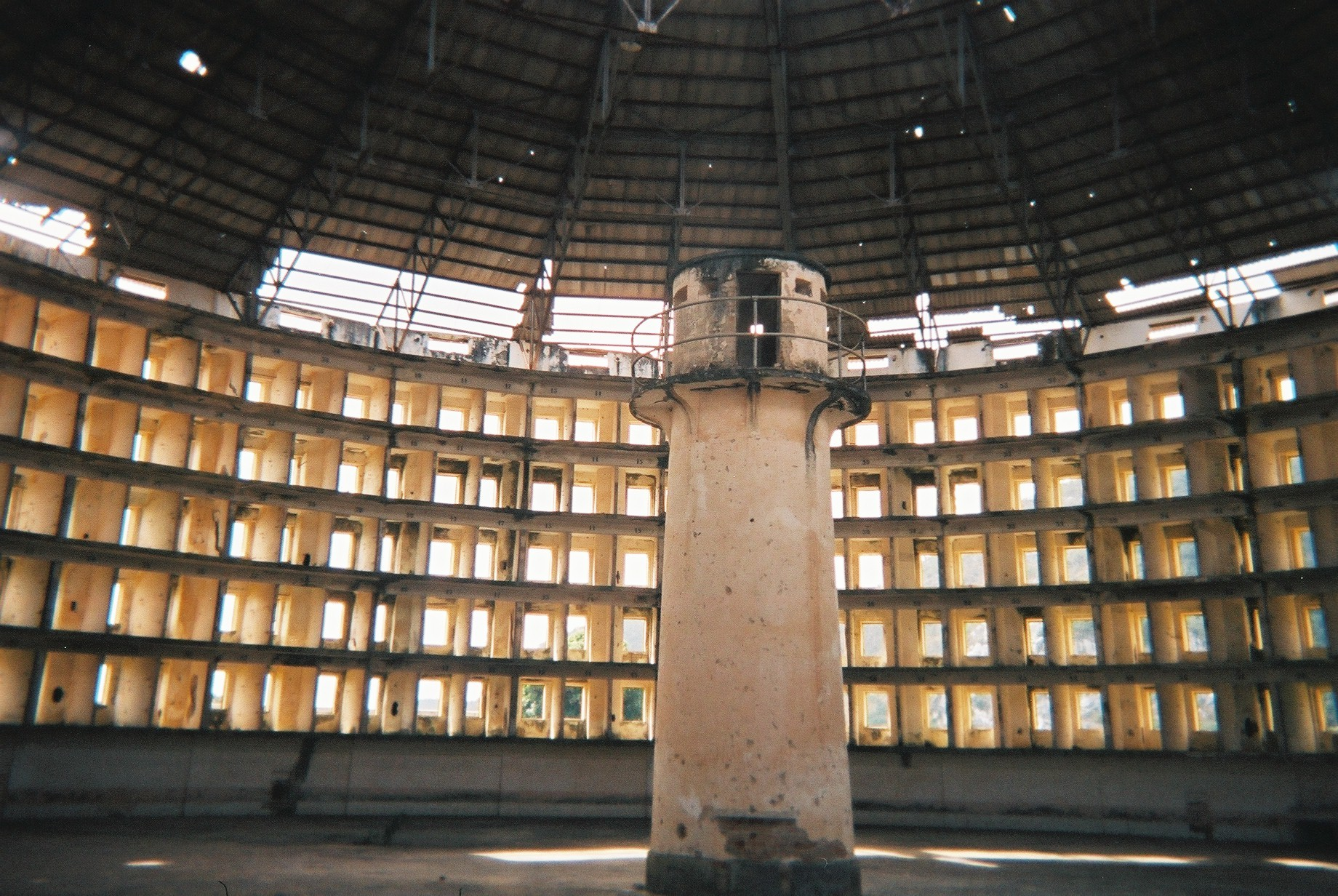
Interiör av en av fängelsebyggnaderna i Presidio Modelo.

Panoptikon (av grekiskans παν, pan, "all", och οπτικό, optiko, "som hör till synen") är en typ av fängelsebyggnad utformad av den brittiske filosofen Jeremy Bentham i slutet av 1700-talet. Konstruktionen utgörs av ett övervakningstorn omgivet av en rund byggnad, som är indelad i tårtbitsliknande celler utan dörrar. Övervakaren kan när som helst observera vilken fånge som helst, medan den enskilde fången inte kan avgöra om den blir övervakad eller inte, varför fångarna hela tiden måste agera som att vakten ser dem. Detta skapar därför enligt Bentham en "känsla av ett osynligt allvetande", och skulle därigenom få de kriminella att byta handlingsmönster till ett socialt acceptabelt och således behandla snarare än bestraffa de intagna.
Den franske filosofen Michel Foucault använder begreppet, bland annat i sitt klassiska verk Övervakning och straff.

## Panoptiska fängelser
- Chi Hoa, Ho Chi Minh-staden, Vietnam
- Kaladwip Prison, Andaman Islands, Indien
- Koepelgevangenis, Arnhem, Nederländerna
- Luleå länsfängelse, Luleå, Sverige
- Pelican Bay State Prison, Kalifornien, USA
- Presidio Modelo, Isla de la Juventud, Kuba
- Isola Santo Stefano, Italien
- Stateville Penitentiary, Joliet, Illinois, USA
- Twin Towers Correctional Facility, Los Angeles, Kalifornien, USA